# 産後起立不能
産後起立不能（さんごきりつふのう、postparturient paraplegia）とは分娩1~3日の間に多く発生する起立不能を主徴とする疾患の総称であり、主に牛において発生する。ダウナー牛症候群とも呼ばれる。産前起立不能と合わせ産前産後起立不能と呼ばれることもある。原因は特定されていないが、産道の神経、筋、靱帯の挫滅と敗血症などが関与していると考えられている。全身症状を伴わず、感覚異常はないが起立不能を示す。